# Valea Uleiului, Argeș
Valea Uleiului este un sat în comuna Valea Iașului din județul Argeș, Muntenia, România.